# Maria Anna Sagar
Maria Anna Sagar, née Maria Anna Radoschny le 24 juillet 1727 à Prague et décédée le 4 juin 1805 à Vienne, est une écrivaine autrichienne.

## Biographie
On sait peu de choses de la vie de Maria Anna Sagar. Elle est la fille de Radoschny, premier greffier du gouverneur de Bohême. Après la mort de son père, elle a dû travailler comme femme de chambre à Vienne. En 1752, elle épouse Johann Sagar, futur capitaine et auteur de comédie. Anna Maria Sagar a publié son roman Die verwechselten Töchter de manière anonyme, et a ensuite publié Karolinens Tagebuch sous le pseudonyme "M.A.S.". Les œuvres de Maria Anna Sagar sont considérées parmi les premiers romans en langue allemande écrits par des femmes du XVIIIe siècle, aux côtés des écrits de  Sophie La Roche comme Geschichte des Fräuleins von Sternheim (1771).

## Œuvres
- Die verwechselten Töchter, eine wahrhafte Geschichte, in Briefen entworfen von einem Frauenzimmer. Gerle, Prague 1771. (original en allemand)
- Karolinens Tagebuch ohne ausserordentliche Handlungen oder gerade so viel als gar keine. Gerle, Prague 1774. (original en allemand)